# Stadionul Cătălin Hâldan
Stadionul Cătălin Hâldan este un stadion din Brănești care este folosit de echipa Victoria Brănești. În sezonul 2010-2011, deoarece stadionul din Brănești nu întrunește condițiile de acreditare ale FRF echipa Victoria Brănești joacă meciurile de pe teren prorpiu din Liga I pe stadionul Municipal din Buzău. În planul de modernizare al stadionului se urmărește construirea tribunei a doua și montarea unei instalații de nocturnă.